# (3745) Petaev
(3745) Petaev est un astéroïde de la ceinture principale découvert le 23 septembre 1949 par l'astronome allemand Karl Wilhelm Reinmuth. Le lieu de découverte est Heidelberg (024). Sa désignation provisoire était 1949 SF.